# Laurenz Berges
Laurenz Berges (* 1966 in Cloppenburg) ist ein deutscher Fotograf. Er wird der Düsseldorfer Photoschule zugeordnet.

## Leben
Laurenz Berges studierte von 1986 bis 1993 Kommunikationsdesign an der Universität Essen, wo er mit Diplom abschloss. In den Jahren 1988 und 1989 war Berges als Fotoassistent bei der Fotografin Evelyn Hofer in New York City tätig.
Ab 1992 studierte er Fotografie an der Kunstakademie Düsseldorf. Im Jahr 1996 wurde er dort Meisterschüler bei Bernd Becher. Laurenz Berges lebt und arbeitet in Düsseldorf.

## Werk
Berges’ fotografisches Werk thematisiert vor allem die Vergänglichkeit. In den Jahren 1991 bis 1995 fotografierte Berges Innenräume ostdeutscher Kasernen, welche nach dem Zusammenbruch der Sowjetunion von der Roten Armee verlassen worden waren.
Mit seinem Buch Etzweiler dokumentierte Berges Etzweiler, den Ortsteil von Elsdorf, der dem Braunkohletagebau weichen musste.
Auch fotografierte der Künstler über Jahre hinweg Brachen der von Deindustrialisierung betroffenen Stadt Duisburg. Berges findet seine Sujets in den urbanistischen Grauzonen: Es sind Details aus verlassenen Wohnungen, geräumten Häusern und verwilderten Gärten, die ihn interessieren und die er zu Gegenstand einer poetischen, dabei streng dokumentarischen Bildgestaltung macht. Angesichts dieser Fotografien aus dem Niemandsland zwischen Gebrauch und Verfall, jüngster Vergangenheit und absehbarer Zukunft könnte man fast von fotografischer Arte Povera sprechen.

## Ausstellungen (Auswahl)
- 2004: Street Level Gallery, Glasgow (mit Simone Nieweg)
- 2007: Galerie Wilma Tolksdorf, Frankfurt am Main
- 2009: Galerie Stephane Simoens Contemporary Fine Arts, Knokke-Heist, Belgien
- 2012: Oldenburger Kunstverein
- 2013: Galerie Wilma Tolksdorf, Frankfurt
- 2016: Asphalt Festival, Weltkunstzimmer, Düsseldorf
- 2018: Black Diamont, Mechanic, Barcelona, Spanien
- 2019: Galerie Sophie Scheidecker, Paris, Frankreich
- 2019: Laurenz Berges. Ort und Erinnerung, Museum für Photographie (Braunschweig), Kunsthaus Nürnberg
- 2020: 4100 Duisburg. Das letzte Jahrhundert Josef Albers Museum, Quadrat Bottrop[5][6]
- 2023 Halten und Schwinden Museum für Gegenwartskunst Siegen,[7]

## Gruppenausstellungen (Auswahl)
- 2000: Walker Evans & Company, The Museum of Modern Art, New York
- 2002: Landschaft (mit Robert Adams, Joachim Brohm, Bernhard Fuchs und Simone Nieweg), Kunstverein Göttingen im alten Rathaus, Kunsthalle Wilhelmshaven, Herzog Ulrich Bibliothek Wolfenbüttel
- 2008: Objectivites, Musée d’art moderne de la Ville de Paris, Paris, Frankreich
- 2013: Das Fenster im Blick, Art Foyer, DZ Bank, Frankfurt
- 2016: Transiciones, Circulo de Bellas Artes, Madrid, Spanien
- 2017: Fotografische Inkunabeln der Sammlung Kahmen II, Raketenstation Hombroich, Siza Pavillon, Neuss
- 2018: Racing Transformation – Photographic impressions between landscape and living environment, (mit Paola de Pietri and Michael Collins), SK Stiftung Kultur, Köln
- 2018: Bernd, Hilla and the Others, Huis Marseille, Amsterdam, Niederlande
- 2019: [AN-]SICHTEN – Das Künstlerische Im Dokumentarischen, DZ Bank Kunstsammlung, Frankfurt
- 2019: Donggang International Photo Festival, Yeongwol, Südkorea
- 2020: SUBJECT and OBJECT, Foto Rhein Ruhr, Kunsthalle Düsseldorf

## Fotobände (Auswahl)
- Fotografien 1991-1995, 2000, Schirmer/Mosel Verlag, ISBN 978-3-88814-931-3
- Etzweiler, 2005, Schirmer/Mosel Verlag, ISBN 978-3-8296-0176-4
- Stephan Gronert: Die Düsseldorfer Photoschule. Photographien von 1961-2008. 2009, Schirmer/Mosel Verlag, ISBN 978-3-8296-0291-4
- Frühauf - Danach, 2011, Schirmer/Mosel Verlag, ISBN 978-3-8296-0538-0
- Cloppenburg, 2019, König Verlag, ISBN 978-3-96098-526-6
- 4100 Duisburg, 2020, König Verlag, ISBN 978-3-96098-767-3
- Das Becherhaus in Mudersbach, 2022, Schirmer/Mosel Verlag, ISBN 978-3-8296-0948-7